# شين اون سو
شين اون سو (بالكورية: 신은수) هي ممثلة كورية جنوبية، ولدت يوم 23 أكتوبر 2002 في سول في كوريا الجنوبية.

## الأعمال

### أفلام
| السنة | العنوان    | الدور      | م.    |
| ----- | ---------- | ---------- | ----- |
| 2025  | حب بلا عقد | بارك سي ري | [ 3 ] |

## روابط خارجية
- شين اون سو على موقع IMDb (الإنجليزية)
- شين اون سو على موقع روتن توميتوز (الإنجليزية)
- شين اون سو على موقع ألو سيني (الفرنسية)
- شين اون سو على موقع قاعدة بيانات الفيلم (الإنجليزية)
- شين اون سو على موقع كينوبويسك (الروسية)